# 豪普默山
47°06′56″N 12°31′50″E / 47.115510°N 12.530592°E

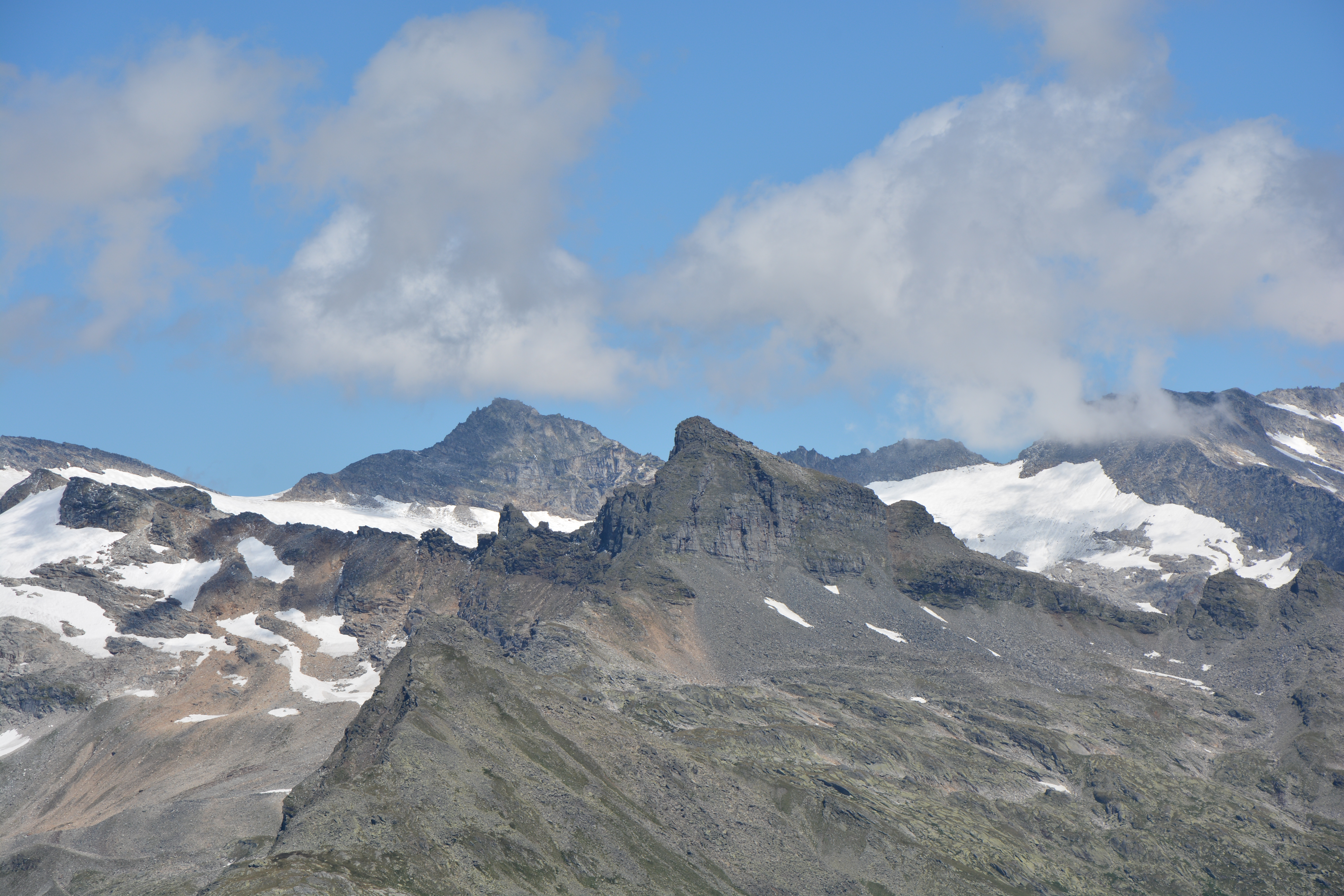

豪普默山（德語：Haupmerkopf），是奧地利的山峰，位於該國西部，由蒂羅爾州負責管轄，屬於格拉納特山脈的一部分，距離格洛肯科格爾山0.7公里，海拔高度2,625米，每年平均降雨量2,073毫米。